# Udruga David
Udruga David ime je za udrugu građana čiji program rada je promicanje sekularizma i pozitivne svijesti u Hrvatskoj.

## Ciljevi
Udruga je osnovana 2007. godine kao udruga za zaštitu ljudskih prava, kasnija djelatnost je proširena na promicanje sljedećeg:
- Usklađivanje crkvenog nauka s civilnim pravnim propisima RH.
- Istraživanje i informiranje građana o nemoralnom, neetičnom i nezakonitom ponašanju članova vjerskih institucija u RH.
- Ukazivanje na kriminalnu povijest crkvi.
- Ukazivanje na neprestani govor mržnje svećenstva prema neistomišljenicima.
- Istraživanje i informiranje građana o financijskim skandalima crkvenih institucija.
- Zalaganje za poništenje međudržavnih ugovara između RH i Svete stolice kao i ostalih vjerskih zajednica, koji su sklopljeni suprotno odredbama Ustava RH.
- Zalaganje da vjeronauk kao vjerska kategorija izađe iz sustava općeg obrazovanja RH i ponovo se vrati u crkvene objekte.
- Uklanjanje svih vjerskih obilježja iz vrtića, škola, vojnih i policijskih objekata i ostalih državnih institucija .
- Ukidanje financiranja vjerskih zajednica iz državnog proračuna.
- Dosljedno provođenje odvojenog djelovanja države od vjerskih zajednica.
- Preispitivanje porijekla crkvene imovine i svih do sada isplaćenih obeštećenja crkvama.
- Zalaganje za potpuno oporezivanje vjerskih institucija i zajednica
- Zaštita žrtava pedofilije svećenstva kao i moralno i materijalno obeštećenje žrtava

## Vanjske poveznice
Službene stranice